# 서울 창녕위궁 재사
서울 창녕위궁 재사(서울 昌寧尉宮 齋舍)는 서울특별시 강북구에 있는 조선시대에 만들어진 높은 장대석 기단으로 감싸고 있는 전통한식 목조가옥이다. 2002년 9월 13일 대한민국의 국가등록문화재 제40호로 지정되었다.

## 개요
높은 장대석 기단으로 감싸고 있는 전통한식 목조가옥이다.
조선조 제23대 순조의 부마 창녕위 김병주의 재사(齋舍)로서, 한일합병 후 김병주의 손자 김석진이 일본의 남작작위를 거절하고 순국자결한 역사적 의미를 가진 건축물이다. 순조의 부마 김병주 재사로 지어진 부분을 안채로 삼고, 사랑채는 다른 곳에서 이축한 것으로 전해지고 있으며, 한국전쟁시 피폭되어 재사와 행랑을 다시 지었다.

## 참고 자료
- 서울 창녕위궁 재사 - 국가유산청 국가유산포털